# Carprofen
Carprofen ist ein in der Veterinärmedizin häufig eingesetztes, nichtsteroidales Antiphlogistikum aus der Gruppe der Aryl-Propionsäure-Derivate. In der Humanmedizin ist der Wirkstoff nicht zugelassen.

## Wirkung
Carprofen gehört zu den sogenannten nichtsteroidalen Antirheumatika (non steroidal anti inflammatory drugs, NSAID) und hat eine starke schmerzlindernde, fiebersenkende und entzündungshemmende Wirkung. Der Wirkungsmechanismus beruht wie bei allen NSAID auf der Hemmung der Cyclooxygenasen (COX), welche die Bildung von Prostaglandinen, Prostacyclin und Thromboxan aus Arachidonsäure katalysiert. Die Spezifität zur Cyclooxygenase-2 (COX-2) ist tierartlich sehr variabel, von schwach bei Hunden bis ausgeprägt bei Pferden und Katzen. Die Thromboxan- und Prostaglandin-E-Bildung wird jedoch nur wenig beeinflusst. Vermutlich beruht die Hauptwirkung von Carprofen eher auf der Hemmung des Enzyms Phospholipase A₂, welches in den Zellen Arachidonsäure aus Phospholipiden freisetzt, wodurch weniger Substrat für die Prostaglandinsynthese zur Verfügung steht.
Bei Hunden wurde eine deutliche, dosisabhängige Stimulation der Bildung von Glykosaminoglykanen durch Knorpelzellen nachgewiesen. In hoher Dosis wird die Synthese dieser Grundbausteine des Knorpels jedoch gehemmt.
Carprofen beeinflusst auch die Immunreaktionen und hemmt die Bildung des IgM-Rheumafaktors.
Carprofen kann sowohl parenteral als auch oral verabreicht werden und wird schnell resorbiert. Im Körper ist es zu 99 % an Proteine gebunden. Die Metabolisierung erfolgt in der Leber, die Ausscheidung bei den meisten Tieren vorwiegend durch die Galle, zu 10–20 %, bei Pferden jedoch überwiegend über die Niere. Die Plasmahalbwertszeit beträgt 20 bis 65 Stunden. Carprofen kann durch die Blut-Hirn-Schranke treten.

## Anwendung
Carprofen wird aufgrund seiner positiven Wirkung auf den Gelenkknorpel und der schmerzlindernden Eigenschaften bevorzugt bei Gelenkerkrankungen eingesetzt. Darüber hinaus kann es bei allen anderen schmerzhaften Prozessen und auch zur Schmerztherapie vor und nach Operationen eingesetzt werden.

## Nebenwirkungen und Kontraindikationen
Carprofen weist eine gute Verträglichkeit auch bei Langzeitbehandlungen auf. Seltene Nebenwirkungen sind Erbrechen, Durchfall, Anorexie und Lethargie. Vor allem bei Katzen wirkt das Mittel schädigend auf den Darm, weshalb die orale Anwendung bei diesen Tieren nicht zugelassen ist und auch nicht vom Hersteller empfohlen wird. Bei Hunden wurde in seltenen Fällen eine Schädigung der Leber und der Nieren beobachtet (bei weniger als 0,02 % der behandelten Tiere).
Bei Tieren mit Erkrankungen der Magen- oder Darmschleimhaut, Niereninsuffizienz, Herzinsuffizienz oder Störungen der Blutgerinnung sollte das Mittel nicht angewendet werden. Das Mittel wirkt toxisch auf Embryonen, weshalb von einer Anwendung bei Trächtigkeit abgeraten wird.

## Handelsnamen
Acticarp, Bonocarp (außer Handel), Canidryl, Carprieve, Carprodyl, Carprogesic, Carprosol, Carprotab, Carprox, Dolagis, Dolocarp, Rimadyl, Rimifin, Rycarfa